# Glossotrophia romanarioides
Glossotrophia romanarioides är en fjärilsart som beskrevs av Rothschild 1913. Glossotrophia romanarioides ingår i släktet Glossotrophia och familjen mätare. Inga underarter finns listade i Catalogue of Life.